# Le Disparu des Canaries
Le Disparu des Canaries est le 106e roman de la série SAS, écrit par Gérard de Villiers et publié en 1992 aux éditions Gérard de Villiers. Comme tous les SAS parus au cours des années 1990, le roman a été édité lors de sa publication en France à 200 000 exemplaires.
L'action se déroule courant 1991 ou 1992 aux Îles Canaries et à Gibraltar.
Malko Linge est chargé d'enquêter sur la mort hautement suspecte d'un richissime magnat de la presse et de retrouver le plus vite possible des documents secrets. Il va entrer en concurrence avec une équipe du Mossad qui recherche la même chose que lui, ainsi qu'une équipe des services secrets iraniens.

## Personnages principaux
- Malko Linge : héros du roman, Autrichien, agent contractuel de la CIA.
- Rupert Sheffield
- Ann Langtry : agente du MI-6.
- Cindy Panufnik
- Cobori Hurayet
- George Green : agent contractuel de la CIA.
- Mary Callaghan
- Nadia Kowalski
- Ali Akbar
- John Fairwell
- Alexandre Koinkov
- Arik Kuly : agent du Mossad.
- Gidon Naftaly : agent du Mossad.
- Gil Rabitz : agent du Mossad.

## Résumé
Alors qu'il se trouvait en escale aux îles Canaries, le richissime Rupert Sheffield est tombé à la mer depuis son yacht. On a retrouvé son corps quelques jours après, méconnaissable. Or l'homme détenait des documents de la plus grande importance, relatifs à l'« Irangate ». Le gouvernement américain souhaite retrouver le plus vite possible ces documents. Malko est donc envoyé aux Canaries pour enquêter. 
Il y rencontre son homologue du MI-6, Ann Langtry, qui a bien peu de choses à lui apprendre, si ce n'est qu'une équipe du Mossad recherche la même chose que Malko. Il y a aussi une équipe des services secrets iraniens. En fin de compte, qui a bien pu vouloir tuer Rupert Sheffield ? Les Anglais, qui pensaient que Sheffield allait les trahir ? Les Israéliens ? Les Iraniens ? L'enquête de Malko est interrompue par l'enlèvement d'un contractuel de la CIA, George Green, par les Israéliens. Malko va trouver le lieu de détention de George Green et va le délivrer. Malko a alors une illumination : puisqu'il n'arrive pas à trouver l'équipe d'agents secrets qui a tué Sheffield, peut-on imaginer que celui-ci est vivant et qu'il a mise en scène une fausse mort ? Cette hypothèse est d'autant plus séduisante qu'un chalutier-espion soviétique est situé à quelques dizaines de mètres du yacht de Sheffield...

## Autour du roman
Rupert Sheffield a des points communs avec Robert Maxwell disparu aux Canaries en 1991.